# Petra Schneider (Politikerin)
Petra Schneider (* 19. April 1972 in Andernach) ist eine deutsche Politikerin (CDU) und seit der Landtagswahl am 14. März 2021 Mitglied des Landtages von Rheinland-Pfalz.

## Leben und Beruf
Schneider wuchs in Bad Breisig auf und legte an einer dortigen Realschule die Mittlere Reife ab. Anschließend absolvierte sie eine Ausbildung zur Bankkauffrau bei der Volksbank Rhein-Ahr-Eifel und war einige Jahre in diesem Beruf tätig. 1993 zog Schneider zu ihrem Mann nach Niederzissen und übernahm wenig später mit ihm zusammen das Baugeschäft seiner Eltern.
Schneider ist verheiratet und hat zwei Kinder.

## Politik
Schneider engagiert sich seit 2004 für die CDU in verschiedenen Ämtern. Seit 2004 vertritt sie ihre Partei im Verbandsgemeinderat Brohltal. 2019 wurde sie erstmals Mitglied des Kreistages Ahrweiler.
Nachdem Guido Ernst, der den Wahlkreis Remagen/Sinzig seit 1996 immer als Direktkandidat der CDU im Landtag von Rheinland-Pfalz vertreten hatte, bei der Wahl zum 18. Landtag von Rheinland-Pfalz nicht erneut kandidierte, wurde Schneider als Nachfolgerin nominiert. Schneider gelang es auf Anhieb, den Wahlkreis zu gewinnen, während ihre Partei bei den Zweitstimmen nur zweite Kraft hinter der SPD wurde.
Im April 2023 wurde Schneider als Nachfolgerin von Horst Gies zur Vorsitzenden des CDU-Kreisverbands Ahrweiler gewählt.